# Нохтен
Но́хтен или Во́хозы (нем. Nochten; в.-луж. Wochozyо файле) — деревня в Верхней Лужице, Германия. Входит в состав коммуны Боксберг района Гёрлиц в земле Саксония. Подчиняется административному округу Дрезден.

## География
Находится в южной части района Лужицких озёр на самом севере коммуны Боксберг. На севере и юго-востоке деревню окружает военный полигон «Верхняя Лужица». На севере от деревни находится поверхностная угольная шахта под названием Тагебау-Нохтен, на северо-востоке — парк Сад камней Нохтен площадью 20 гектаров и на юго-западе — тепловая электростанция «Боксберг».
Через деревню проходит автомобильная дорога К 8475, соединяющая её на юге с федеральной дорогой В 156.

## История
Деревня имеет древнеславянскую круговую форму построения жилых домов с площадью в центре. Впервые упоминается в 1400 году под серболужицким наименованием Ochoze.
Численность населения деревни значительно увеличилась после Второй мировой войны во время разработки близлежащих месторождений бурого угля и строительства близлежащей тепловой электростанции Боксберг и достигла своего максимума в 1960-е годы. После объединения Германии в 1991 году были закрыты некоторые угольные шахты на юге деревни, произведена их рекультивация и численность населения упала до уровня начала XIX века.
До 1994 года входила в коммуну Ямен. С 1994 года входит в состав современной коммуны Боксберг.
В настоящее время деревня входит в состав культурно-территориальной автономии «Лужицкая поселенческая область», на территории которой действуют законодательные акты земель Саксонии и Бранденбурга, содействующие сохранению лужицких языков и культуры лужичан.
Исторические немецкие наименования
- Ochoze, 1400
- Nocheten, 1443
- Nochten, 1461
- Nochten, 1597

## Население
Официальным языком в населённом пункте, помимо немецкого, является также верхнелужицкий язык.
Согласно статистическому сочинению «Dodawki k statisticy a etnografiji łužickich Serbow» Арношта Муки в 1884 году в деревне проживало 392 человека (из них —390 серболужичан (99 %)).
Лужицкий демограф Арношт Черник в своём сочинении «Die Entwicklung der sorbischen Bevölkerung» указывает, что в 1956 году при общей численности в 588 человек серболужицкое население деревни составляло 77,2 % (из них верхнелужицким языком владело 349 взрослых и 105 несовершеннолетних).
| 1825 | 1871 | 1885 | 1905 | 1925 | 1939 | 1946 | 1950 | 1964 | 1990 | 2011 |
| ---- | ---- | ---- | ---- | ---- | ---- | ---- | ---- | ---- | ---- | ---- |
| 314  | 436  | 404  | 424  | 450  | 518  | 578  | 574  | 545  | 274  | 259  |